# Álvaro de Cervantes
Álvaro de Cervantes (fl. 1524-1557) fue un compositor y maestro de capilla español.

## Vida
Álvaro de Cervantes era hijo de Gonzalo de Cervantes y Beatriz de Vieras, y hermano de Alonso de Vieras, Alejo de Cervantes, Claudia de Vieras y María de Cervantes. Era una modesta familia de artistas, músicos y cantores activa en Granada, donde posiblemente nació Álvaro. Sin embargo, Luís Astrana Marín lo hace originario posiblemente de Osuna, donde tenía familia y vivió su única hija, Catalina de Cervantes. La familia Cervantes se trasladó en algún momento a Córdoba. Es posible que Álvaro de Cervantes estuviese emparentado con Miguel de Cervantes y Saavedra y que este último autor estudiase con Alonso de Vieras, hermano de Álvaro. En fecha desconocida Álvaro de Cervantes se casó con Francisca Mesa de Peñaflor.
El primer cargo de Álvaro de Cervantes del que se tiene noticia es su magisterio en la Catedral de Granada, sucediendo a Bartolomé Ramírez. Permanecería en Granada de 1524 a 1525.
El 30 de diciembre de 1524 el cabildo de la Catedral de Córdoba publicaba los edictos para ocupar magisterio que había quedado vacante. Se desconoce lo que ocurrió con el maestro anterior, el cantor Pedro de Vega, pero el cabildo se propuso ocupar la plaza hasta el 15 de febrero de 1525. Cervantes fue nombrado cantor y maestro de capilla de la Catedral de Córdoba el 13 de febrero de 1525, dos días antes de que finalizara el plazo. Se concedió un salario de 20 000 maravedís, cuatro cahíces de trigo y un domicilio.

[...] para que tenga cargo de los mozos de coro [...] y con condición de que ha de mostrar canto llano, canto de órgano y contrapunto a todos los señores beneficiados, capellanes, sacristanes y mozos de coro de esta iglesia que quisieren aprender, a cada uno según su habilidad.

Así quedaba conformado el cargo de maestro de capilla en la Catedral de Córdoba en su sentido más moderno, con excepción de la obligación de componer para la liturgia. En 1529 Cervantes dejaba el cargo abrumado por la convivencia y el cuidado de los infantes, que no le dejaban tranquilidad para la composición. El obispo y el cabildo volvieron a llamarlo en 1530, «porque será muy provechoso para honra del coro y para concertar los cantores», pero relevándole de cuidado de los infantes, de los que se encargaría el capellán Godino. Permaneció en Córdoba hasta 1531, cuando el 31 de julio pidió licencia para partir a Granada. Las relaciones con el cabildo no debían ser buenas, ya que este se despedía con un «que vaya en buena hora». El 6 de diciembre se despedía, dejando a su hermano, el presbítero Alonso de Vieras como interino, hasta el nombramiento de un sucesor hacia 1532, un tal Morales, del que no se conserva más que el apellido, pero que pudiera tratase de Cristóbal de Morales.
A su regreso a Granada en 1531 volvió a ocupar el magisterio, que había permanecido vacante bajo la responsabilidad interina de Juan de Nájera. Nájera permanecería como cantor y capellán en la catedral tras la llegada de Cervantes. Durante el paso de responsabilidades de Nájera a Cervantes, se realizó un inventario de libros de polifonía, que da una idea del repertorio en la Catedral de Granada a mediados del siglo XVI.
En 1541 aparece un Álvaro Cervantes como cantor tiple de la Catedral de Málaga, que pudiera ser este mismo. Este cantor fue recibido en la Catedral de Córdoba el 1 de octubre de 1546 y parece de nuevo en las actas capitulares el 11 de marzo de 1547. Tanto Rafael Mitjana como José de la Torre identifican a este Álvaro Cervantes, cantor tiple, con Álvaro de Cervantes, el maestro de capilla. Cervantes volvió a ascender al magisterio de la Catedral de Córdoba en fecha desconocida, pero en una escritura notarial del 29 de junio de 1548 ya aparece con el título de maestro.
Hacia mediados de 1556 el cabildo despidió a Cervantes como maestro, que ya estaba mayor, agotado y enfermo. Le sucedería de forma interina su hermano, Alonso de Vieras, que también ya era muy mayor. Para compensarlo, ese mismo año se contrató a Rodrigo de Ceballos, que a los pocos meses pasó a ser ayudante del maestro interino. Tras el fallecimiento de Vieras, en 1557, Ceballos fue nombrado para el magisterio de Córdoba. Cervantes fue despedido definitivamente de su cargo como tiple el 11 de noviembre de 1557.
Se desconoce el lugar y la fecha del fallecimiento de Cervantes, pero la última referencia que se tiene de él es del 15 de mayo de 1557, cuando otorgó su testamente en Córdoba.

## Obra
No se conserva ninguna composición de Álvaro de Cervantes.